# Charles-Théodore Millot
Pour les articles homonymes, voir Millot.
Charles Théodore Millot, né le 28 juin 1829 à Montigny-sur-Aube et mort le 17 mai 1889 à Angoulême, est un général de division français.
Il commande notamment le corps expéditionnaire du Tonkin en 1884.

## Biographie
Admis à l'École spéciale militaire de Saint-Cyr en 1847, il choisit de servir dans l'arme de l'infanterie.
Compris dans la capitulation de Metz, il s'évade pour rejoindre l'armée française et se distingue dans la suite de la guerre franco-prussienne comme chef de corps du 57e régiment d'infanterie de marche. Il est promu colonel en 1874 puis général de brigade en 1880.
En 1882, il est nommé commandant de la place de Paris et du département de la Seine. Il est fait général de division l'année suivante.
Le général Millot est élevé à la dignité de grand officier de la Légion d'honneur le 25 mars 1884. Il est chevalier de l'Ordre d'Isabelle la Catholique.
Il meurt à Angoulême en mai 1889, de conséquences liées au paludisme, contracté au Tonkin, dont il était malade, entre 1882 et 1884, cinq ans après sa mise à la retraite.

## Expédition du Tonkin

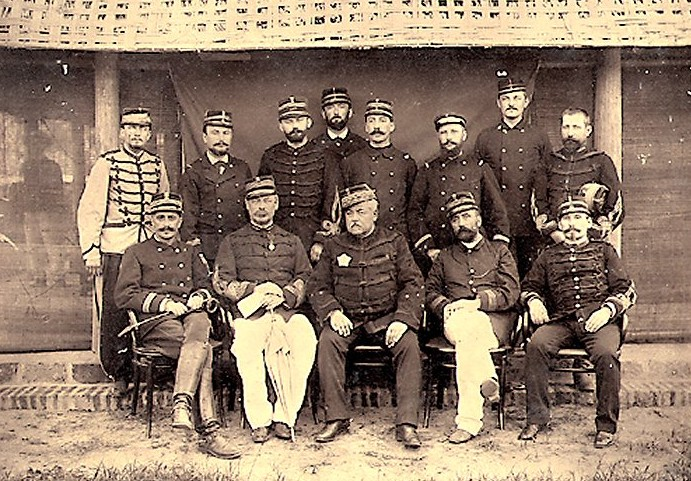
Millot et son équipe au Tonkin

Alors qu'il avait déjà fait un séjour en Cochinchine en 1862 sous le commandement de l'amiral Bonnard, il devint en 1884 avec l'arrivée de troupes « fraîches », le nouveau commandant en chef et organisa ses forces (10 000 hommes) en deux brigades ; la première sous le commandement du général Brière de l'Isle et l'autre sous celle du général de Négrier. Il dirigea deux campagnes, l'une en mars-avril qui permit de conquérir Bac Ninh et Hung Hoa et l'autre en mai-juin pour celle de Thai Nguyen et Tuyen Quang. Alors qu'il fut l'un des chefs les plus victorieux de l'expédition du Tonkin, il souffrait d'une mauvaise réputation : Négrier était Maolen le rapide, Brière de l'Isle Mann Mann le lent, et Millot se vit accablé du surnom de Toi Toi le stop. En effet, la fin de la campagne de Bac Ninh se fit par l'ordre d'arrêt donné à Négrier qui poursuivait les troupes chinoises. Après l'embuscade de Bac Le, Millot demanda son rappel en septembre en se décrivant comme malade et désabusé.

## Décorations
- Grand officier de la Légion d'honneur (25 mars 1884)
- Chevalier de l'ordre d'Isabelle la Catholique

## Sources
- Dossier de Légion d'honneur du général Millot.